# 内閣総理大臣 桜庭皇一郎
『内閣総理大臣 桜庭皇一郎』（コマンダー・イン・チーフ さくらばこういちろう）は、作画：次原隆二（作品クレジットでは「RYU」名義）、シナリオ協力：金井寛・世良光弘による日本の漫画作品。『月刊コミックゼノン』（徳間書店）にて2011年6月から2012年10月まで連載。全3巻。

## 概要
「国内外から噴出する政治問題に対し、内閣総理大臣である桜庭皇一郎が立ち向かう」という内容であり、「国家のリーダーとしてのあるべき姿を問う」政治巨編と宣伝されている。作者の次原隆二は「政界を舞台とした人間ドラマを描く」と述べている。
なお、次原は同様の作品として『日本国初代大統領 桜木健一郎』（集英社刊）を執筆しているが、掲載雑誌の休刊により打ち切りにされ、中途半端な終わり方をしている。また、『週刊コミックバンチ』（新潮社）ではシリーズ改作とも言える『日本国大統領 桜坂満太郎』が連載されていた。

## あらすじ
歴代内閣の長年に渡る政治失策により国民の不満は頂点に達し、政界は与野党の分裂という混乱状態に陥り戦後最大の政界再編が行われた。そして、「政界のサラブレッド」と呼ばれる桜庭皇一郎が史上最年少の総理大臣として国民の期待の元に大連立政権の首班となった。しかし、その実態は政界の重鎮たちに操られる傀儡政権に過ぎず、いつしか桜庭は「歴代首相の中で最も無能な『昼行灯（ひるあんどん）総理』」と呼ばれるようになっていた。
そんな中、中国海軍の艦隊が尖閣諸島の実効支配に乗り出すべく出撃した。頼みとしていたアメリカは日本政府への不信から日米安保の発動を拒否したため日本単独で問題解決を図らねばならなかったが、政局と利権にしか興味の無い閣僚たちは右往左往するばかりで何ら打開策を見出せなかった。ここに至り、桜庭は「昼行灯」の衣を脱ぎ捨て、国家と国民の生命を守るため傀儡政権からの決別を宣言して内閣改造を断行し、幼馴染で外務省の窓際に追いやられていた雑賀彪と、父の内閣で官房長官として辣腕を振るった祖父江護をブレーンに迎え難局の打開に向け動き出した。中国海軍に対し一歩も譲歩しない姿勢を示した桜庭に世論は好意的になるが、既得権を侵された政界の重鎮や官僚たちはマスコミにスキャンダルをリークして桜庭内閣を退陣に追い込もうとするが、真剣に日本の未来を考える桜庭に共感する人々が現れ、桜庭内閣は次第に安定政権へと成長していく。
そんな中、中国海軍が再び尖閣諸島に向け出撃した。桜庭内閣が対応に追われる中、政界を牛耳る元総理の曽我崎靖は米中に相次ぎ訪問し、桜庭内閣を退陣に追い込む見返りに中国に尖閣諸島を割譲し、思いやり予算の名目で多額の資金をアメリカに提供するという密約を交わしてしまう。これに対し、中国と領土問題を抱えるインド・ASEAN首脳から叱責を受け、桜庭内閣は孤立してしまう。桜庭は問題の解決と失った信頼を取り戻すため、単身尖閣諸島で対峙する第二護衛隊群に乗り込み、中国海軍を牽制する。桜庭の覚悟を知ったインド・ASEAN首脳は相次いで桜庭の支持を表明し、国際世論の反発を恐れた中国は艦隊を撤退させる。自力で領土を守り抜いた桜庭内閣を世界は「Japan Pride」と称賛する。

## 登場人物

### 日本国
桜庭 皇一郎（さくらば こういちろう）
本作の主人公。元総理大臣の桜庭征四郎を父に持つ世襲議員。元々はサラリーマンだったが、父の引退に伴い後援会に推されて政治家に転向する。
政界再編後に史上最年少の総理大臣となったものの、実権を重鎮に握られたお飾りであり、国民からは「昼行灯総理」と呼ばれ、自身もまたその評価に甘んじていた。しかし、その根底には父から受け継いだ政治家としての強い信念があり、また、徹夜で人脈作りに励んだり各省庁の膨大な書類を短時間で読み切るなど相応の能力も有している。
中国海軍の尖閣諸島進出に際して総理大臣として覚醒し、利権にしか興味の無い重鎮たちと決別し国難に立ち向かう。尖閣問題が一段落付いた後は本格的に国内問題に取り組むため経済財政諮問会議を復活させ、政界・官界の抵抗に対抗する。
雑賀 彪（さいが たけし）
外務省官僚で桜庭の幼馴染。北米局でアメリカ政府と対等に渡り合い「将来の事務次官候補」と期待されたが、上層部に煙たがられ広報文化交流部の窓際に追いやられ飼い殺し状態になっている。
尖閣問題が発生したのを期に桜庭の支えになることを決意し外務省を退官。総理補佐官に抜擢され、官僚時代に培った能力を活かし桜庭をサポートする。
祖父江 護（そふえ まもる）
政権与党・民自党所属の衆議院議員、同党最高顧問。
桜庭の父・征四郎の盟友で彼の内閣で官房長官・通商産業大臣として中国への経済協力を主導したが、日中の緊密化を恐れたアメリカの陰謀により、無実の汚職スキャンダルで失脚し、表舞台から姿を消した。
任期限りでの引退を考えていたが、桜庭の熱意に押され協力を約束し官房長官として入閣。通産相時代に得た中国とのパイプを駆使し問題に対処する。
真田 謙（さなだ けん）
民自党所属の衆議院議員、同党幹事長。党内最大派閥・真田派の領袖で重鎮たちの覚えも目出度く「政界の若き闇将軍」の異名を持つ。東大生だった頃は野球部に所属しており、仁科と4年間バッテリーを組んでいた。
身一つで成り上がった苦労人で世襲議員の桜庭を快く思っていなかったこともあり、重鎮たちから桜庭退陣の引導役として派遣されたが、彼自身もまた志高い政治家であり、国家の危機を前に利権にのみ執着する重鎮たちに愛想を尽かし離反。派閥を解散し、桜庭改造内閣に財務大臣として入閣する。
末期の膵臓癌に冒され余命半年を宣告されており、政治家人生の総仕上げとして日本財政を揺るがす超円高問題に取り組む。中国による2度目の尖閣諸島進出の時期に病状が悪化し緊急入院し、桜庭に後を託して病死する。
モデルは中川昭一。
石神（いしがみ）
民自党所属の衆議院議員、同党政調会長。真田派のエースであり、経験不足の桜庭を軽んじていたが、尖閣問題での手腕を認め協力を約束し、桜庭改造内閣の外務大臣に就任する。
外相就任直後、重鎮たちの陰謀により外国人からの献金と隠し子問題をマスコミにリークされ窮地に立たされる。内閣の足枷になることを危惧し更迭を望むが、桜庭の記者会見によって疑惑を払拭し慰留される。
モデルは前原誠司。
曽我崎 靖（そがさき やすし）
元総理大臣、衆議院名誉議員。日本を操る黒幕で、国益を犠牲にして米中に利益を横流しすることで権力を維持してきた。
国益を重視する桜庭を危険視し、黒川らを使って失脚させようと画策する。米中両国と密約を結び、マスコミを扇動し桜庭を「開戦派の過激分子」に仕立て上げ退陣に追い込もうとするが、桜庭が武力衝突の回避に成功したため失敗してしまう。最後は密約の責任追及から逃れるため「体調不良」で病院に逃げ込む。
モデルは中曽根康弘。
石渡 伸常（いしわたり のぶつね）
帝都新聞グループ本社取締役会長・主筆。曽我崎と共に日本を操る黒幕。
曽我崎と共に鴨田ら首相経験者（曽我崎曰く「タダのお飾り」）を召集し、内閣を無視した二元外交を主導する。
モデルは渡邉恒雄。
黒川 徹三（くろかわ てつぞう）
民自党所属の衆議院議員。政界の混乱時に与野党をまとめ大連立政権を立ち上げ、その功績により桜庭内閣の官房長官に就任した。
重鎮たちの意を実現させるのが役目であり、桜庭が余計なマネをしないように監視している。予算委員会で桜庭に代わって質疑に答えたり、重要案件を桜庭に伝えず独断で処理したりと、実質的な桜庭内閣のトップだった。
尖閣問題を機に自主的に動き出した桜庭を牽制する意味で官房長官辞任を示唆したが、逆に桜庭によって更迭される。更迭後は民自党反桜庭派の領袖として野党と連携し、桜庭退陣のため暗躍するが、内閣による金融緩和政策を阻止出来なかったことで曽我崎・石渡に愛想を尽かされ見捨てられる。
モデルは仙谷由人。
鴨田 敏之（かもだ としゆき）
民自党所属の衆議院議員、前総理大臣。無為無策の政治で対米・対中関係を険悪化させ政治混乱を引き起こした張本人だが、本人は「閣僚と官僚が悪い」と責任を全く自覚しておらず、その姿勢は同類の黒川すら怒りを覚える程である。
尖閣問題の際には「政界のキングメーカー」を気取り内閣を無視した勝手な行動を取った挙句、日中首脳会談を御破算にしてしまい桜庭の怒りを買い議員辞職を要求される。それでもなお議員の座に居座ろうとしたが、祖父江に不正献金の証拠を押さえられ泣く泣く辞職届にサインした。辞職後は曽我崎の腰巾着として訪中・訪米に同行するが、両国と結んだ密約をワシントン・ポストの記者に漏らしてしまい、曽我崎の怒りを買い見捨てられる。
モデルは鳩山由紀夫。
山県 純一（やまがた じゅんいち）
公憲党所属の衆議院議員、同党代表。連立与党の一員であり桜庭内閣の閣僚だったが、桜庭の内閣改造によって罷免される。その後は連立政権を離脱し、黒川と共に桜庭退陣のため暗躍する。
福原 裕子（ふくはら ゆうこ）
社友党所属の衆議院議員、同党党首。山県と共に閣僚を罷免され連立政権を離脱。その後は黒川と共に桜庭退陣のため暗躍する。
仁科 幹治（にしな かんじ）
財務省事務次官。真田とは東大野球部時代からの親友。
若手官僚だった頃は無策な政治家と省益に固執する官僚に憤り、真田と共に公僕としての責務を果たそうと誓っていたが、係長昇進を境にその省益第一の「腐れ官僚（真田曰く）」に成り下がってしまい、真田との仲も「"元"親友」という冷え込んだ関係になってしまった。
消費税増税を推し進めており、天下り禁止などの公務員制度改革を目指す桜庭と対立し、マスコミを使っての世論操作や国税庁を使っての閣僚スキャンダル捜査を行い桜庭内閣を追い詰める。真田の病状と彼が抱く自分への信頼を知ってからは、真田の願いを実現させるため奔走する。
刈谷（かりや）
日銀副総裁。総裁の村上保に代わり、実質的に日銀を取り仕切っている。
人気取りや責任逃れのために身勝手な金融政策を押し付けてくる政治家や官僚を嫌い、「日銀の独立性」を楯に抵抗し、結果的に超円高問題に拍車を掛けている。桜庭の考えが自分と同じであることを知り、円高是正のための金融緩和政策に協力する。
如月（きさらぎ）
海上自衛隊一等海佐、第二護衛隊群第二護衛隊旗艦「くらま」艦長。総理大臣の桜庭に堂々と意見を言う豪胆な性格をしている。
尖閣諸島沖で中国艦隊と睨み合いを続ける第二護衛隊を指揮している。台風15号の接近に伴って中国艦隊が撤退したのを見届け、尖閣諸島海域から離脱する。中国による2度目の尖閣諸島進出の際に再び出動する。
桜庭 征四郎（さくらば せいしろう）
元総理大臣で皇一郎の父。「昭和の名宰相」と呼ばれた政治家で祖父江の盟友だったが、十数年前に末期の癌であることが判明し引退を余儀なくされ、皇一郎の議員当選を見ることなく病死する。
「国家と国民のために命がけで戦う」ことを政治信条としており、皇一郎に強い影響を与えた。

### アメリカ合衆国
ダニー・ロス
大統領。日本のことは「アメリカの属国」としか見ていない。
中国による2度目の尖閣諸島進出に際し、在日沖縄米軍をグアムに撤退させ中国の太平洋進出を抑え込む。
メアリー・ブキャナン
国務長官。その手腕から「鉄の女（アイアン・メイデン）」の異名を持つ。真田とは犬猿の仲だが、その実力は認めている。
日本政府の金融緩和政策を止めさせるため来日し、桜庭を牽制する。
モデルはヒラリー・クリントン。
ジェイミー・ワッケイン
大統領首席補佐官。黒人。ロスの政策ブレーン。
ヒクソン・ベイカー
駐日大使。桜庭の政治姿勢に好感を抱いている。
尖閣問題に際し、日本政府に日米安保の発動を拒否する旨を通告した。中国による2度目の尖閣諸島進出の際には、日本政府に在日沖縄米軍のグアムへの撤退を通告する。

### 中華人民共和国
湖 献忠（こ けんちゅう）
共産党総書記。アメリカとの覇権争いを重視しており、日本のことは眼中にない。
2度目の尖閣諸島進出の際に新鋭空母「ヴァリャーグ」を出撃させるなど日本に対し強硬姿勢を見せるが、インド・ASEANが日本支持に回ったことで艦隊を撤退させる。
モデルは胡錦濤。
建 飛鴻（けん ひこう）
国務院総理。祖父江とは日中貿易協議で駆け引きをして以来太いパイプで繋がっている。
祖父江の要請を受け尖閣問題に関する日中首脳会談を開いた。

### インド共和国
ハマヌーン・シン
首相。日本の領土問題に対する消極的な姿勢に幻滅し、テレビ会談の場でASEAN首脳と共に桜庭を叱責する。
日中の武力衝突を回避しようとする桜庭の覚悟に感銘を受け、ASEAN首脳を説得し日本支持を表明し、インド洋に艦隊を出動させ中国を牽制する。
モデルはマンモハン・シン。

## 単行本
- RYU 『内閣総理大臣 桜庭皇一郎』 徳間書店〈ゼノンコミックス〉、全3巻
  1. 2011年12月20日発売 ISBN 978-4-19-980051-1
  2. 2012年6月20日発売 ISBN 978-4-19-980090-0
  3. 2012年12月20日発売 ISBN 978-4-19-980129-7